# Brighton (hrabstwo Franklin)
Brighton – miasto w Stanach Zjednoczonych, w stanie Nowy Jork, w hrabstwie Franklin.